# 기적의 해
기적의 해(라틴어:Annus mirabilis, 복수형: anni mirabiles)는 중요한 사건이 많이 일어난 해로 기억되는 해를 일컫는다. 

## 목록
- 코페르니쿠스의 기적의 해: 1543년
- 아이작 뉴턴의 기적의 해: 1665년-1666년
- 1759년 기적의 해
- 기적의 해 논문: 아인슈타인 관련